# Hypogastrura tethyca
Hypogastrura tethyca är en urinsektsart som beskrevs av Ellis 1976. Hypogastrura tethyca ingår i släktet Hypogastrura och familjen Hypogastruridae. Inga underarter finns listade i Catalogue of Life.